# Guilty All the Same
Guilty All the Same – singiel amerykańskiej grupy Linkin Park, promujący ich szósty album studyjny The Hunting Party. Jest on pierwszym singlem z płyty. Został stworzony przy współpracy amerykańskiego muzyka hip hopu – Rakimem. Został wydany 6 marca 2014 roku. Niedługo potem na oficjalny kanał na YouTube Linkin Park został udostępniony teledysk tekstowy.
Wkrótce potem zamiast tradycyjnego teledysku Linkin Park udostępnił teledysk stworzony w grze, co było efektem współpracy z Project Spark. Jest to interaktywna, „remiksowalna” gra. Każdy może odwiedzić stronę Project Spark, by stworzyć własną wersję teledysku. Spotkało się to z mieszanymi opiniami fanów.

## Twórcy

### Linkin Park
- Chester Bennington – śpiew
- Mike Shinoda – gitara rytmiczna, pianino, keyboard
- Brad Delson – gitara prowadząca
- Dave „Phoenix” Farrell – gitara basowa, chórki
- Joe Hahn – samplery, programowanie
- Rob Bourdon – perkusja

### Pozostali muzycy
- Rakim – rap